# Wacho

Langobardisches Siedlungsgebiet an der mittleren Donau

Wacho (auch Waccho; † um 540) war König der Langobarden von etwa 510 bis zu seinem Tod.

## Herkunft
Wacho war der Sohn des Zuchilo (auch Unigis oder Unichis), eines Bruders des ersten Langobardenkönigs Tato aus dem Geschlecht der Lethinger; der Name seiner Mutter ist unbekannt.

## Leben
Über Wachos Kindheit und Jugend ist gleichfalls nichts bekannt.

### Sturz des Onkels Tato, Beginn der Herrschaft Wachos (510), Flucht des Königssohns zu Gepiden
Gegen Ende der Herrschaftszeit König Tatos gelang es den Langobarden um 508 die Heruler zu besiegen. Doch stürzte Wacho um 510 seinen Onkel und ermordete ihn („ab hac luce privavit“, wie Paulus Diaconus in seiner Historia Langobardorum, liber I, 21, formuliert). Hildechis, Tatos Sohn, leistete zwar Widerstand, doch musste er schließlich zu den benachbarten Gepiden fliehen. Dies sei, so Paulus Diaconus, die Ursache für das gespannte Verhältnis zwischen Langobarden und Gepiden gewesen. Auch behauptet er nachdrücklich, die Langobarden hätten zu dieser Zeit die Sueben unterworfen, wobei er sich als Quelle auf die Einleitung des Edictum Rothari beruft, eine Gesetzessammlung, die unter dem namensgebenden König Rothari (636–652) im Jahr 641 zusammengestellt worden war.

### Reich in Pannonien (ab 510?), Neutralität im Gotenkrieg (ab 535)
Als Wachos bedeutendste historische Leistung wird die Eroberung eines Teils von Pannonien eingestuft. So konnte er ein mächtiges Reich begründen. Die früher in der Forschung vertretene Meinung, dass Wacho erst bald nach dem Tod Theoderichs des Großen († 526) die Provinzen Pannonia prima und Pannonia Valeria von den Sueben erobert habe, wurde zunehmend durch die Ansicht abgelöst, dass Wacho bereits kurz nach seiner Thronbesteigung um 510 Truppen über die Donau geschickt habe und Gebiete in Nordpannonien bis zur Drau einnehmen konnte.
Wohl bereits als 535 der Gotenkrieg durch den Angriff der oströmischen Truppen ausbrach, ging Wacho eine Allianz mit Kaiser Justinian ein, der im langjährigen Krieg gegen die Ostgoten die Hilfe der Langobarden annahm. Als Anfang 539 eine Gesandtschaft des Ostgotenkönigs Witigis den Langobarden Wacho zum gemeinsamen Kampf gegen Justinian aufforderte, wurde ihr Begehren abschlägig beschieden.
Da Wacho mit der Eroberung Pannoniens, eines über Jahrhunderte zum Römerreich gehörenden Gebiets, auch über deren Ressourcen und militärische Infrastruktur verfügte, konnte er diese „als eine Art römischer Offizier für sich und seinen Kriegerverband nutzen.“

### Heiratspolitik
Wachos Herrschaft war durch eine ausgeprägte Heiratspolitik bestimmt, mit der er Bündnispartner zu gewinnen suchte. Die Verlobung, die der Frankenkönig Theuderich I. um 531 zwischen seinem Sohn Theudebert I. und Wachos Tochter Wisigard arrangierte, diente dazu, die Neutralität des Langobarden im Kampf um das Reich der Thüringer zu garantieren, den die Franken nach dem Tod Theoderichs des Großen (526) aufnahmen. Die Heirat fand erst um 537/538 statt.
Die Verlobung zwischen Theudeberts Sohn Theudebald und einer zweiten Tochter Wachos, Walderada (oder Vuldetrada), diente um 540 ebenfalls dem Zweck, das Bündnis zwischen Franken und Langobarden zu sichern: Die Verträge schlugen so hohe Wellen, dass man sogar in Konstantinopel auf die Politik Theudeberts aufmerksam wurde.
Auch Wacho selbst versuchte zum einen legitime Erben zu zeugen, zum anderen durch entsprechende Ehen Bündnisse zu festigen. So war er in erster Ehe ab etwa 508 mit Ranicunda, der Tochter des Thüringerkönigs Bisinus, verheiratet. Diese Ehe blieb jedoch kinderlos. In zweiter Ehe, bereits als König, heiratete Wacho um 512 Austrigusa, eine Tochter des Gepidenkönigs Turisind. Dieser Verbindung entstammten die Töchter Wisigard und Walderada, die beide mit fränkischen Königen verheiratet wurden. Aus seiner dritten Ehe mit Silinga, wohl einer Tochter des Herulerkönigs Rudolf (auch Rodulf), hatte Wacho einen Sohn namens Walthari und damit den gewünschten Nachfolger.
Konventioneller Weise wird dabei angenommen, er habe die entsprechenden Frauen nacheinander geheiratet. Dies geht jedoch aus den Quellen keineswegs hervor, denn sie zählen die Namen und die jeweilige Herkunft nur auf. Zwar wurde angenommen, Ranicunda sei verstoßen worden, Austrigusa sei gestorben (Herwig Wolfram), doch könnte er genauso gut polygam gelebt haben, um sich gleichzeitig gegen Heruler, Thüringer und Gepiden abzusichern, wie Martina Hartmann bemerkte, zumal er Heide war.

### Kampf um die Erbfolge: Mord an Tatos Sohn Risiulf im Exil
Hatte bis dahin Tatos Sohn Risiulf als Nachfolger gegolten, so wurde dieser nun verbannt, da Wacho seinen eigenen Sohn zum Thronfolger zu machen beabsichtigte. Nicht lange nachdem Risiulf bei den Warnen Zuflucht gesucht hatte, wurde er auf Verlangen des Langobardenherrschers ermordet.

## Tod und Streit um die Nachfolge
Als Wacho dann um 540 an einer Krankheit starb, übernahm Audoin aus dem Geschlecht der Gausen die Regentschaft für den minderjährigen Walthari. Risiulfs Sohn Hildegis suchte nun erfolglos, den langobardischen Thron gegen Walthari und Audoin zu erstreiten. Walthari wurde nach etwa sieben Jahren, noch minderjährig, ermordet, so dass von da an Audoin die Herrschaft allein ausübte.